# Marchand (Automobilhersteller)

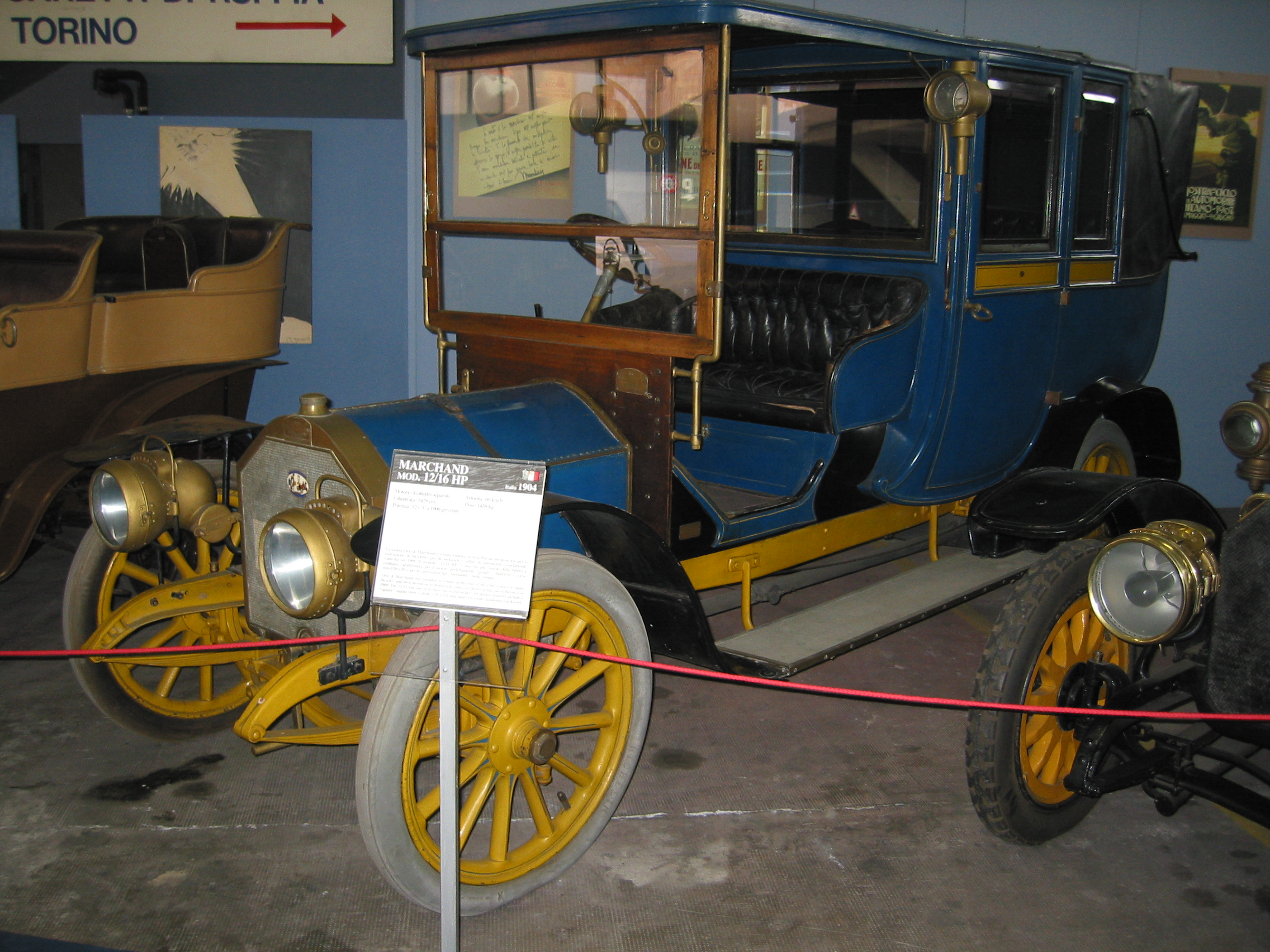
Marchand von 1904

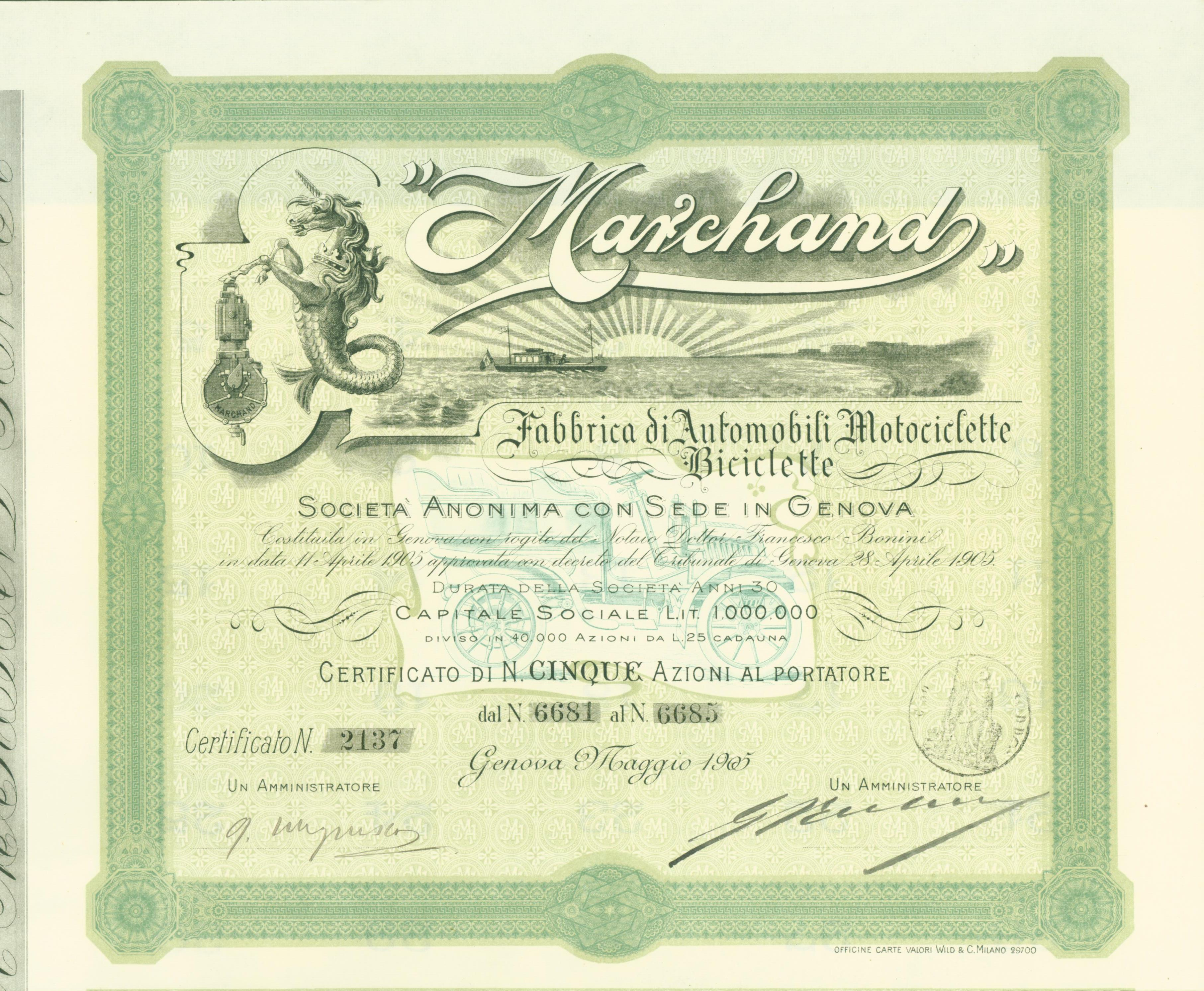
Aktie der S.A. Marchand vom Mai 1905

Marchand war ein italienischer Hersteller von Automobilen.

## Unternehmensgeschichte
Das Unternehmen Orio & Marchand aus Piacenza begann 1898 mit der Produktion von Automobilen. 1900 erfolgte eine Umbenennung in Fratelli Marchand, 1905 eine Umbenennung in S. A. Marchand und 1907 eine erneute Umbenennung in Marchand & Dufaux. 1909 endete die Produktion.

## Fahrzeuge
Die Modelle bis 1902 entstanden nach einer Lizenz von Decauville und besaßen einen Zweizylindermotor im Heck. Ab 1902 wurden eigene Modelle mit Frontmotor vorgestellt. Die Modelle 8 H, 10 HP, 12 HP, 16 HP und 20 H hatten Zweizylindermotoren. 1904 erschien das Vierzylindermodell 12/16 HP. 1906 folgten die Vierzylindermodelle 10/14 HP, 18/22 HP, 28/35 HP sowie das Sechszylindermodell 50/60 HP.
Ein Fahrzeug dieser Marke gehört zur Sammlung des Museo dell'Automobile Carlo Biscaretti di Ruffia in Turin.